# Stavelot
Stavelot (in vallone Ståvleu) è un comune belga di circa 6 500 abitanti in provincia di Liegi, situata sul fiume Amel, nelle Ardenne.

## Storia

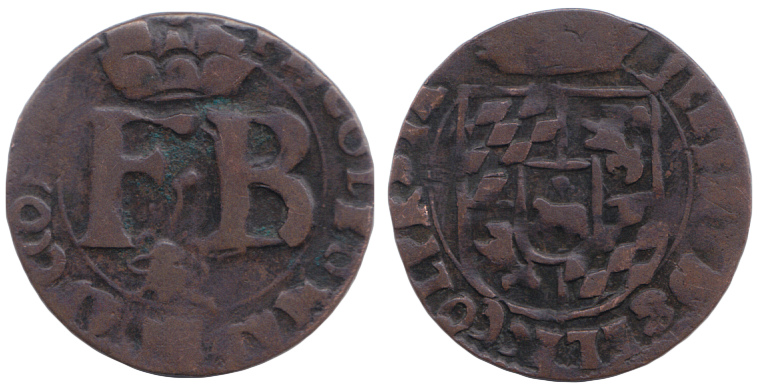
Moneta Liard, realizzata a Stavelot nel 1643-1650.

La città sorse attorno all'omonima abbazia fondata nel 648 da san Remaclo, abate di Solignac a cui Sigeberto III di Austrasia aveva affidato l'evangelizzazione delle Ardenne. Dal XII secolo costituì con Malmedy un principato ecclesiastico nell'ambito del Sacro Romano Impero e retto da un principe-abate: l'autonomia dello stato terminò nel 1794, con la rivoluzione francese, e il congresso di Vienna assegnò Stavelot al regno di Prussia.
È anche sede di un museo che conserva alcuni cimeli del poeta Guillaume Apollinaire, che vi risiedette nel 1899.

### Francorchamps
Appartenente a Stavelot è il sobborgo di Francorchamps, in cui si trova il più importante autodromo belga, il circuito di Spa-Francorchamps, sede di gare internazionali della Formula 1. Nello stesso autodromo si disputa anche l'annuale 24 Ore di Spa, uno dei tanti eventi del Campionato del Mondo Endurance FIA.

## Altri progetti

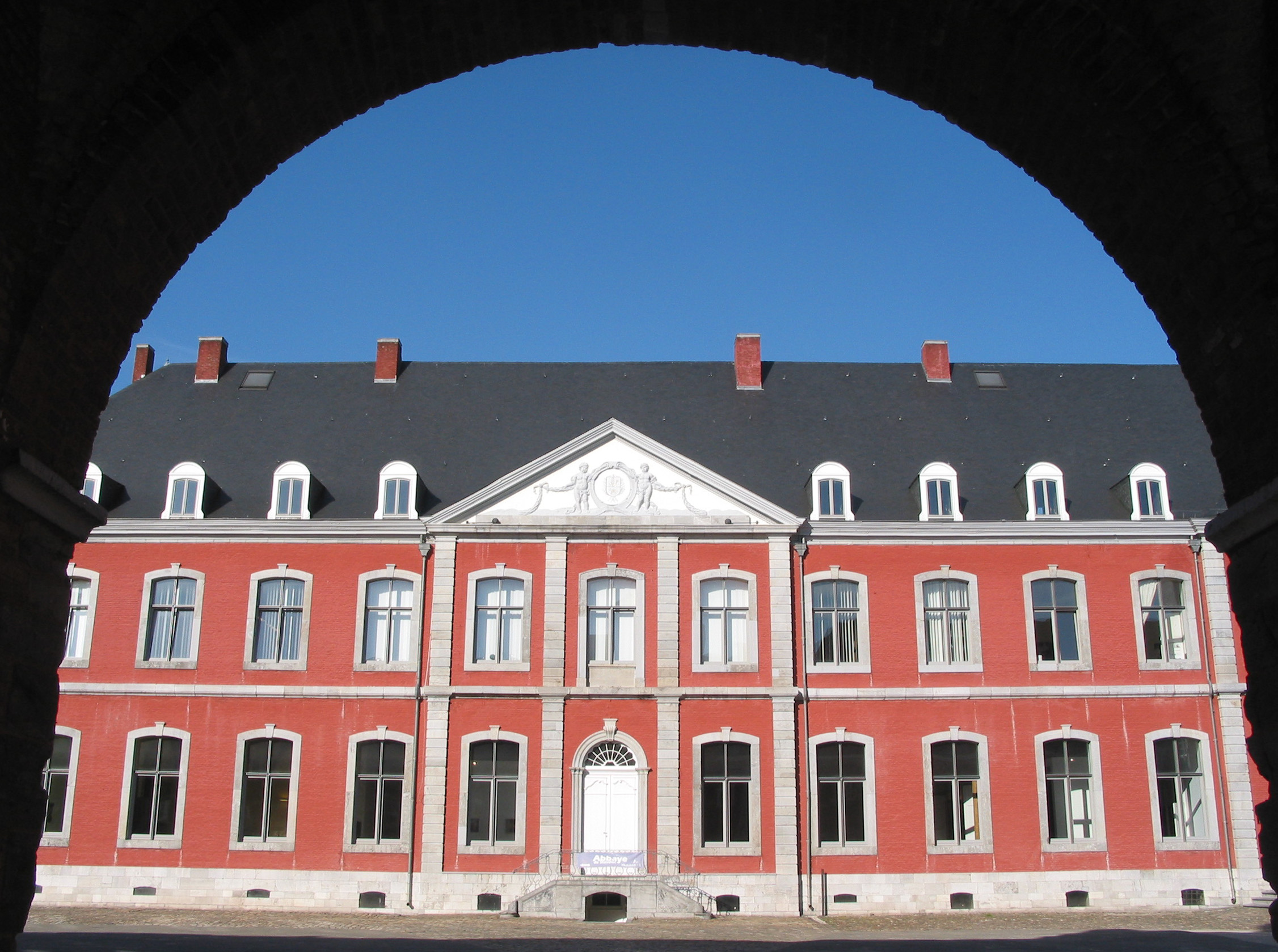
L'abbazia di San Remaclo

## Amministrazione

### Gemellaggi
- Solignac